# Sankin-kōtai
Sankin-kōtai (参勤交代, lit. "serviço alternativo") foi uma política do governo durante a maior parte do período Edo da História do Japão,  na qual os shoguns tratavam de controlar os daimiôs das províncias obrigando-os a residir periodicamente por um ano no seu respetivo han e no ano seguinte na cidade de Edo, capital do shogunato.

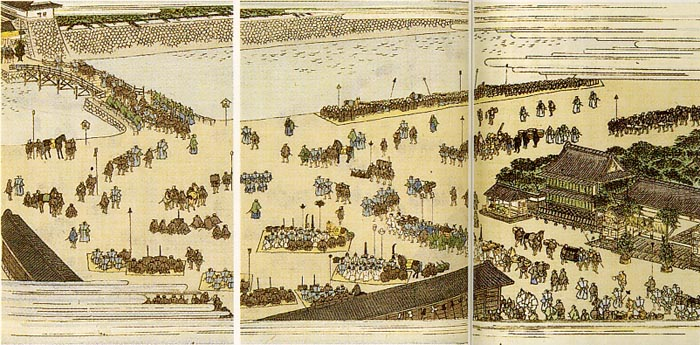
Agrupamento em massa de daimiôs no Castelo de Edo num dia de festa do Tokugawa Seiseiroku. Museu Nacional de História Japonesa.

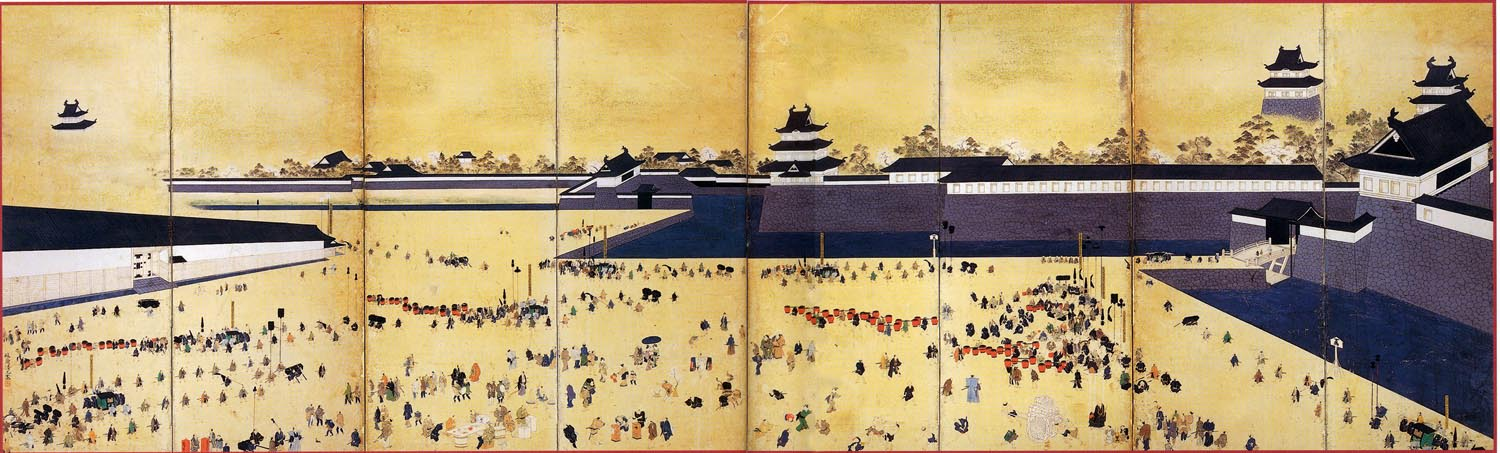
Tela com representação que descreve uma procissão daimiô para o Castelo de Edo. Museu Nacional de História Japonesa.

Quando o daimiô retornava à sua han, após um ano a residir em Edo, a sua esposa e seus filhos deviam permanecer forçosamente nessa cidade praticamente como que reféns que asseguravam a lealdade do daimiô para com o shogun.
Apesar de já existir no Japão o costume entre samurais em viver por períodos alternados de um ano na capital do seu respetivo senhor como forma de prestar serviço, Tokugawa Iemitsu estendeu esse mandato para o daimiô mediante uma lei de 1635, sankin kotai, a qual permaneceria em vigor até 1862.

## Descrição
Um objetivo adicional da sankin kotai consistia no fato de que a obrigação imposta aos daimiôs também significaria reduzir a sua solidez financeira, uma vez que manter as suas residências permanentemente e igualmente suntuosas tanto em Edo como na sua han, era uma dificuldade acrescida. Para além das viagens de ida e volta do daimiô, a lei implicava que um significante gasto adicional fosse indubitável, visto que em cada viagem seriam transportados um grupo de servidores e uma companhia de guerreiros samurai de tamanho variável segundo a importância de cada han. Estes gastos eram necessários para manter o prestígio do daimiô e impediam de incorrer no custos bélicos (construção de castelos ou fabricação de armas) que poderia suscitar uma revolta contra o shogun.
Com centenas de daimiôs a entrar ou sair de Edo a cada ano, as procissões (大名行列, daimyō-Gyoretsu) eram ocorrências quase diárias na capital do shogunato. As principais rotas para as províncias foram as Kaidō. Alojamentos especiais, honjin (本陣), estavam disponíveis para o daimiô durante as suas viagens.